# Friedrich Wilhelm Kaibel

F. W. Kaibel

Friedrich Wilhelm Kaibel (* 23. Oktober 1810 in Mannheim; † 11. April 1885 in Lübeck) war ein deutscher Kunst- und Musikalienhändler und Verleger.

## Leben
Kaibel, ein Sohn des Schauspielers Carl Ludwig Kaibel (und Bruder des Schauspielers Emil Kaibel?) kam 1830 nach Lübeck als Lehrer am Institut von Matthias Leithoff. Am 1. Februar 1837 gründete er gemeinsam mit Philipp Friedrich Ludwig Hoffmann unter der Firma Hoffmann & Kaibel die erste auf Kunst und Musikalien spezialisierte Handlung in Lübeck. 

Breite Straße 35 (ehemals 787 JacQ.), um 1908 abgebrochen

Firmensitz ab 1903 in der Breiten Straße 40

Das Ladengeschäft und die Wohnung der Familie Kaibel befanden sich anfangs im Haus Königstraße 83 (damals Johannis Quartier 855). Angeschlossen war ein Leihinstitut für Noten und Aufführungsmaterial. Später kam ein eigener Verlag hinzu. Von 1848 bis 1903 befand sich die Musikalienhandlung und Pianoforte-Magazin im Haus Breite Straße 35 (ehemals 787 Jakobi Quartier), das dann um 1908 abgebrochen wurde.
F. W. Kaibel leitete das Unternehmen bis 1861 und übergab es an seinen Sohn Carl Ludwig Kaibel, der jedoch schon 1880 verstarb. Dessen Witwe Henriette Kaibel führte das Geschäft fort. 1884 konnte er noch die Übernahme der Musikalienhandlung von Otto Behrens und damit eine bedeutende Ausweitung des Unternehmens erleben. Georg Kaibel war ein weiterer Sohn.
In seinem Verlag F. W. Kaibel publizierte er Kompositionen nahezu aller regionaler Komponisten seiner Zeit sowie von mit Lübeck verbundenen Komponisten wie Karl Grammann. Hinzu kamen Choralbücher wie das von Johann Wilhelm Bartholomäus Rußwurm herausgegebene Choral-Melodien-Buch zu allen Liedern im Ratzeburger Gesangbuch (1838), Regionalliteratur, Geibel-Memorabilia und politische Pamphlete. Von John William Harmston vertrieb er sowohl dessen über 230 Klavier-Kompositionen als auch dessen Fotografien.
Er hatte eine Bibliothek mit bedeutenden Musikwerken, die sein gleichnamiger Enkel 1891 der Stadtbibliothek schenkte.
Die Übergang des Unternehmens an die Enkelgeneration in Gestalt von (Friedrich) Wilhelm Kaibel (* 1873) 1901 misslang. Am 1. April 1903 übernahmen Ernst Robert und Gustav Schulz die Musikalienhandlung und zogen in einen Neubau in der Breiten Straße 40. Das Geschäft wurde ab 1913 als Musikhaus Ernst Robert, ab 1919 im Haus Breite Straße 29 geführt und bestand bis März 2006.
Seine Enkelin Luise Kaibel (* 1866) wurde Musiklehrerin und gründete 1911 ein privates Konservatorium, aus dem sich später die Musikhochschule Lübeck entwickelte.